# Torontský řeckokatolický exarchát
Exarchát svatých Cyrila a Metoděje byzantského obřadu v Torontu ((latinsky) Exarchatus Sanctorum Cyrilli et Methodii Torontini ritus Byzantini, (slovensky) Exarchát svätých Cyrila a Metoda byzantského obradu v Toronte) a do roku 2022 jako Eparchie svatých Cyrila a Metoděje pro Slováky byzantského obřadu v Torontu ((latinsky) Eparchia Sanctorum Cyrilli et Methodii Torontini Slovachorum ritus Byzantini, (slovensky) Eparchia svätých Cyrila a Metoda pre Slovákov byzantského obradu v Toronte)  je exarchátem Rusínské řeckokatolické církve (do roku 2022 Slovenské řeckokatolické církve) se sídlem v Torontu, kde se nachází Narození Panny Marie. Je součástí Pittsburské metropolie.

## Historie
Vzhledem k velkému počtu řeckokatolických věřících v Kanadě pro ně začaly již od konce 19. století vznikat exarcháty a eparchie. Protože se stále častěji začaly profilovat jako jednotky ukrajinské řeckokatolické církve, byl již v roce 1964 ustanoven jako světící biskup ukrajinské Eparchie Toronto pro slovenské řeckokatolíky Michael Rusnak, který byl v roce 1980 jmenován eparchou nově vytvořené eparchie pro slovenské řeckokatolíky. 
V roce 1984 papež Jan Pavel II. posvětil základní kámen a oltář nové katedrály eparchie v Markhamu severně od Toronta, zasvěcené Proměnění Páně, budova byla dokončena, ale vzhledem ke sporům mezi Slovak Greek Catholic Church Foundation a eparchií byla katedrála přenesena v roce 2006 do Toronta. Od roku 2016 je bývalá katedrála využívána Melchitskou katolickou církví. 
Papež František dne 3. března 2022 snížil stupeň eparchie na exarchát a přičlenil jej k Pittsburské metropolii, čímž ho začlenil do Rusínské církve. Zároveň potvrdil apoštolského administrátora Kurta Brunetta v jeho pozici.